# Amy Castle
Pour les articles homonymes, voir Castle.
Amy Castle, née le 9 mai 1880 à Maori Gully, West Coast (Nouvelle-Zélande) et morte le 23 février 1971, est une entomologiste.

## Biographie
Rattachée au New Zealand Museum jusqu'en 1957, elle a commencé sa carrière comme assistante photographique au Dominion Museum puis est transférée au service entomologique sous la direction d'Augustus Hamilton (en).
À la suite du décès d'Hamilton, en octobre 1913, elle est nommée responsable d'une collection qui compte 6 000 spécimens de lépidoptères dont elle assume la classification jusqu'en 1915. Elle est la première femme à obtenir un poste de scientifique dans l'administration néo-zélandaise.
En 1950 elle découvre le Pasiphila vieta (en) (Chloroclystis vieta), espèce endémique de papillons nocturnes de Nouvelle-Zélande de la famille des Geometridae, sur le mont Taranaki/Egmont (Mount Egmont) à une altitude de 1 066 m.
Jamais mariée, elle reste à Wellington jusqu'en 1957 puis s'expatrie en Angleterre où elle décède le 23 février 1971 à Paignton (Devon) .
L'espèce de poissons Galaxias castleae est nommé en reconnaissance de son travail.